# Liste der Naturdenkmäler im Bezirk Bruck-Mürzzuschlag
Die Liste der Naturdenkmäler im Bezirk Bruck-Mürzzuschlag listet die als Naturdenkmal ausgewiesenen Objekte im Bezirk Bruck-Mürzzuschlag im Bundesland Steiermark auf. Die Mehrzahl der geschützten Objekten sind Bäume oder Baumgruppen, zwei Naturdenkmäler sind geschützte Gewässerabschnitte, ein Naturdenkmal ein geschütztes Moor und eines eine Höhle, eine Felslandschaft, eine Klamm und eine Höhle mit Wasserfall.

## Naturdenkmäler
Die Vorsortierung der Tabelle ist alphabetisch nach Gemeindenamen und KG.
| Foto |                 | Name                                           | ID     | Standort                                                                                         | Beschreibung                                                                                             | Fläche   | Datum      |
| ---- | --------------- | ---------------------------------------------- | ------ | ------------------------------------------------------------------------------------------------ | --- | -------- | ---------- |
| 1    | Datei hochladen | Winterlinde (Tilia cordata)                    | 388    | Aflenz KG: Aflenz Kurort GrStNr: 500/1 Standort                                                  | | 89 m²    | 09.10.2008 |
| 1    | Datei hochladen | Winterlinde (Tilia cordata)                    | 389    | Aflenz KG: Aflenz Kurort GrStNr: 500/1 Standort                                                  | | 158 m²   | 09.10.2008 |
| 1    | Datei hochladen | Moree-Linde (Tilia sp.)                        | 422    | Aflenz, Seebachstraße bei Nr. 34 KG: Grassnitz GrStNr: 1295 Standort                             | | 241 m²   | 27.05.2008 |
| 1    | Datei hochladen | Sommerlinde (Tilia platyphyllos), Klosterlinde | 397    | Bruck an der Mur KG: Bruck an der Mur GrStNr: 572/5 Standort                                     | | 352 m²   | 16.05.2008 |
| 1    | Datei hochladen | Rotbuche 'Bienensteinbruch' (Fagus sylvatica)  | 1494   | Bruck an der Mur KG: Bruck an der Mur GrStNr: 654/1 Standort                                     | | 90 m²    | 22.03.1995 |
| 1    | Datei hochladen | Kleinblättrige Linde (Tilia parviflora)        | 379    | Bruck an der Mur KG: Oberdorf-Landskron GrStNr: 182/2 Standort                                   | | 91 m²    | 23.03.2009 |
| 1    | Datei hochladen | Kleinblättrige Linde (Tilia parviflora)        | 380    | Bruck an der Mur KG: Oberdorf-Landskron GrStNr: 182/2 Standort                                   | | 67 m²    | 12.02.1990 |
| 1    | Datei hochladen | Kleinblättrige Linde (Tilia parviflora)        | 381    | Bruck an der Mur KG: Oberdorf-Landskron GrStNr: 182/1 Standort                                   | | 51 m²    | 22.08.1986 |
| 1    | Datei hochladen | Kleinblättrige Linde (Tilia parviflora)        | 382    | Bruck an der Mur KG: Oberdorf-Landskron GrStNr: 182/1 Standort                                   | | 42 m²    | 22.08.1986 |
| 1    | Datei hochladen | Kleinblättrige Linde (Tilia parviflora)        | 383    | Bruck an der Mur KG: Oberdorf-Landskron GrStNr: 182/1 Standort                                   | | 27 m²    | 22.08.1986 |
| 1    | Datei hochladen | Kleinblättrige Linde (Tilia parviflora)        | 384    | Bruck an der Mur KG: Oberdorf-Landskron GrStNr: 182/1 Standort                                   | | 30 m²    | 23.03.2009 |
| 1    | Datei hochladen | Kleinblättrige Linde (Tilia parviflora)        | 385    | Bruck an der Mur KG: Oberdorf-Landskron GrStNr: 182/1 Standort                                   | | 36 m²    | 30.04.2009 |
| 1    | Datei hochladen | Kleinblättrige Linde (Tilia parviflora)        | 386    | Bruck an der Mur KG: Oberdorf-Landskron GrStNr: 182/1 Standort                                   | | 50 m²    | 30.04.2009 |
| 1    | Datei hochladen | Winterlinde (Tilia cordata)                    | 398    | Bruck an der Mur KG: Picheldorf GrStNr: 674/1 Standort                                           | | 159 m²   | 16.05.2008 |
| 1    | Datei hochladen | Esche (Fraxinus excelsior), Fellner-Esche      | 406    | Kapfenberg KG: Göritz Standort                                                                   | | 259 m²   | 25.05.1981 |
| 1    | Datei hochladen | Buchengruppe (Fagus sp.) b. evang. Pfarrkirche | 419    | Kapfenberg KG: Kapfenberg GrStNr: 439/1 Standort                                                 | | 284 m²   | 16.05.2008 |
| 1    | Datei hochladen | Stieleiche (Quercus robur) Resch-Eiche         | 400    | Kapfenberg KG: St. Martin GrStNr: 343/4 Standort                                                 | | 227 m²   | 22.01.1981 |
| 1    | Datei hochladen | Winterlinde 'Birnbaumlinde'                    | 1495   | Mariazell KG: Aschbach GrStNr: 1386 Standort                                                     | | 42 m²    | 16.08.1994 |
| 1    | Datei hochladen | Rotbuche (Fagus sylvatica)                     | 1084   | Mürzzuschlag KG: Auersbach GrStNr: 27/2 Standort                                                 | | 393 m²   | 13.04.1988 |
| 1    | Datei hochladen | Sommerlinde (Tilia platyphyllos) Kudlich-Linde | 1085   | Mürzzuschlag, Geireggweg bei Nr. 8 KG: Auersbach GrStNr: 62/1 Standort                           | Diese nordwestliche Linde einer Dreiergruppe ist dem sogenannten „Bauernbefreier“ Hans Kudlich gewidmet. |          |            |
| 1    | Datei hochladen | Sommerlinde (Tilia platyphyllos)               | 374    | Mariazell KG: Mariazell GrStNr: 246 Standort                                                     | | 277 m²   | 02.10.1986 |
| 1    | Datei hochladen | Hochmoor Rotmoos und Hanghochmoor Ameiskogel   | 1568   | Mariazell KG: Weichselboden GrStNr: 374/13; 374/24 Standort                                      | Das Rotmoos ist ein nahezu kreisrundes, von Bäumen umgebenes Hochmoor.                                   | 35,27 ha | 04.01.2013 |
| 1    | Datei hochladen | Winterlinde (Tilia cordata)                    | 1381   | Neuberg an der Mürz KG: Altenberg GrStNr: 543/1 Standort                                         | | 384 m²   | 10.07.2007 |
| 1    | Datei hochladen | Bleiweissgrube                                 | 251643 | Neuberg an der Mürz KG: Kapellen GrStNr: 297/1 Standort                                          | | 749 m²   | 08.05.2017 |
| 1    | Datei hochladen | Burg und Türkenkopf                            | 251651 | Neuberg an der Mürz KG: Mürzsteg GrStNr: 720/2 726 Standort                                      | | 3,76 ha  | 08.06.2017 |
| 1    | Datei hochladen | Rosslochklamm                                  | 251648 | Neuberg an der Mürz KG: Mürzsteg GrStNr: 1006/7 Standort                                         | | 0,39 ha  | 24.05.2017 |
| 1    | Datei hochladen | Totes Weib                                     | 251656 | Neuberg an der Mürz KG: Mürzsteg GrStNr: 165/3 Standort                                          | Anmerkung: Teilweise bereits als besonders geschützte Höhle mit der Katasternr. 1851/10 geschützt.       | 1,12 ha  | 08.06.2017 |
| 1    | Datei hochladen | Bärenschützklamm                               | 395    | Pernegg an der Mur KG: Mixnitz GrStNr: 316/2; 322; 485/1; etc. Standort                          | → Hauptartikel : Bärenschützklamm f1                                                                     | 45,72 ha | 07.04.1978 |
| 1    | Datei hochladen | Winterlinde (Tilia cordata)                    | 390    | Pernegg an der Mur KG: Pernegg GrStNr: 426 Standort                                              | | 202 m²   | 26.02.1971 |
| 1    | Datei hochladen | Winterlinde (Tilia cordata)                    | 392    | Pernegg an der Mur KG: Pernegg GrStNr: 439 Standort                                              | | 230 m²   | 29.10.2008 |
| 1    | Datei hochladen | Rotbuche (Fagus sylvatica)                     | 1357   | Sankt Barbara im Mürztal KG: Mitterdorf GrStNr: .401 Standort                                    | | 426 m²   | 13.11.2001 |
| 1    | Datei hochladen | Sommerlinde (Tilia platyphyllos)               | 1092   | Sankt Barbara im Mürztal KG: Wartberg GrStNr: 945 Standort                                       | | 183 m²   | 10.07.2007 |
| 0 BW | Datei hochladen | Bergahorn (Acer pseudoplatanus)                | 1082   | Spital am Semmering KG: Schöneben-Spital GrStNr: 6/1 Standort                                    | | 49 m²    | 13.04.1988 |
| 1    | Datei hochladen | Marienklamm                                    | 378    | Tragöß-Sankt Katharein KG: Oberort GrStNr: 370/1; 482/1; 388; 485/1; 485/2; 638/2; etc. Standort | → Hauptartikel : Marienklamm f1                                                                          | 1,78 ha  | 18.05.2009 |
| 1    | Datei hochladen | Sommerlinde (Tilia platyphyllos), Hacker-Linde | 394    | Turnau KG: Stübming GrStNr: .110 Standort                                                        | | 287 m²   | 23.06.1986 |
| 1    | Datei hochladen | Winterlinde (Tilia cordata)                    | 259253 | Sankt Lorenzen im Mürztal KG: Rumpelmühle GrStNr: 597 Standort                                   | | 430 m²   | 11.06.2019 |

## Ehemalige Naturdenkmäler
| Foto |                 | Name                                       | ID   | Standort                                                       | Beschreibung | Fläche  | Datum      |
| ---- | --------------- | ------------------------------------------ | ---- | -------------------------------------------------------------- | --- | ------- | ---------- |
| 1    | Datei hochladen | Töllermoar-Kreuz (10 Buchen, 1 Stieleiche) | 403  | Kapfenberg KG: Hafendorf GrStNr: 184; 368; 371/1; 443 Standort | Im Herbst 2013 wurde der gesamte Kogel rund um die Kapelle abgeholzt; darunter auch die geschützten Buchen und die Stieleiche.                                           | 0,13 ha | 22.01.1981 |
| 1    | Datei hochladen | Bergahorn (Acer pseudoplatanus)            | 1079 | Neuberg an der Mürz KG: Mürzsteg GrStNr: 1006/13 Standort      | Anmerkung: Die ID 1079 ist im GIS-Steiermark nicht als Naturdenkmal verzeichnet                                                                                          | 38 m²   | 13.04.1988 |
| 1    | Datei hochladen | Sommerlinde (Tilia platyphyllos)           | 1080 | Neuberg an der Mürz KG: Neuberg GrStNr: 978/2 Standort         | Anmerkung: Das Bild könnte eventuell die unmittelbar danebenstehende Sommerlinde mit der ID 1081 darstellen. Weder ID 1080 noch ID 1081 sind aktuell im GIS verzeichnet. | 108 m²  | 13.04.1988 |
| 1    | Datei hochladen | Sommerlinde (Tilia platyphyllos)           | 1081 | Neuberg an der Mürz KG: Neuberg GrStNr: 978/2 Standort         | Anmerkung: Das Bild könnte eventuell die unmittelbar danebenstehende Sommerlinde mit der ID 1080 darstellen.                                                             | 117 m²  | 13.04.1988 |
| 1    | Datei hochladen | Sommerlinde (Tilia platyphyllos)           | 1090 | Sankt Barbara im Mürztal KG: Mitterdorf GrStNr: 668/4 Standort | | 126 m²  | 13.04.1988 |

| Foto:                    | Fotografie des Naturdenkmals. Klicken des Fotos erzeugt eine vergrößerte Ansicht. Daneben finden sich zwei Symbole: \| Weitere Bilder vorhanden \| Das Symbol bedeutet, dass weitere Fotos des Objekts verfügbar sind. Durch Klicken des Symbols werden sie angezeigt. \| \| Eigenes Foto hochladen \| Durch Klicken des Symbols können weitere Fotos des Objekts in das Medienarchiv Wikimedia Commons hochgeladen werden. \| |
| Name:                    | Bezeichnung des Naturdenkmals laut offiziellen Quellen |
| ID                       | Identifikator |
| Standort:                | Es ist die Gemeinde und falls vorhanden die Adresse angegeben. Darunter sind die Katastralgemeinde (KG) und die Grundstücksnummer angeführt. Durch Aufruf des Links Standort wird die Lage des Denkmals in verschiedenen Kartenprojekten angezeigt. |
| Beschreibung             | Kurze Beschreibung des Naturdenkmals |
| Fläche                   | Fläche des Naturdenkmals in Hektar (ha) |
| Datum                    | Datum oder Jahr der Unterschutzstellung |
| Weitere Bilder vorhanden | Das Symbol bedeutet, dass weitere Fotos des Objekts verfügbar sind. Durch Klicken des Symbols werden sie angezeigt. |
| Eigenes Foto hochladen   | Durch Klicken des Symbols können weitere Fotos des Objekts in das Medienarchiv Wikimedia Commons hochgeladen werden. |